# L'ultima luna di settembre
L'ultima luna di settembre (Ėrgėž irėhgüj namar) è un film del 2022 diretto da Balžinnâm Amarsaihan, al suo esordio alla regia di un lungometraggio, tratto dal racconto Tüntüülej di T. Bum-Ėrdėnė.
È stato scelto come rappresentante della Mongolia nella categoria per il miglior film internazionale ai premi Oscar 2023.

## Trama
Tulgaa fa ritorno dopo anni al suo villaggio natale nelle steppe della Mongolia per assistere l'anziano padre malato. Dopo la sua morte, sceglie di restare nella gher paterna fino «al calare dell'ultima luna piena di settembre», per mantenere una promessa fatta al padre. Nel corso della sua permanenza conosce il piccolo Tüntüülej, che vive coi suoi nonni, al quale si affezionerà come a un figlio, interpretando per il bambino la parte del genitore amorevole che a lui è mancato. Ma la data prefissata si avvicina, e Tulgaa si rende conto che gli sono rimasti pochi giorni da passare insieme a Tüntüülej prima del suo ritorno in città.

## Distribuzione
Il film è stato presentato in anteprima il 7 ottobre 2022 al Vancouver International Film Festival. È stato distribuito nelle sale cinematografiche italiane da Officine UBU a partire dal 21 settembre 2023, dopo un'anteprima al festival del cinema africano, d'Asia e America Latina di Milano nel mese di marzo.

## Riconoscimenti
- 2022 – Festival internazionale del cinema di Vancouver[1]
  - Premio del pubblico
- 2023 – Festival del cinema africano, d'Asia e America Latina di Milano[1]
  - Premio del pubblico
- 2023 – Festival internazionale del cinema di Friburgo[1]
  - Miglior attore a Tėnüün-Ėrdėnė Garamhand